# Barbona
Barbona là một đô thị thuộc tỉnh Padova vùng Veneto, tọa lạc cách khoảng 60 km về phía tây nam của Venezia và cách khoảng 40 km về phía tây nam của Padova. Tại thời điểm ngày 31 tháng 12 năm 2004, đô thị này có dân số 765 người và diện tích 8,6 km².
Đô thị Barbona bao gồm các frazione (các đơn vị cấp dưới) Lusia.
Barbona giáp các đô thị: Lusia, Rovigo, Sant'Urbano, Vescovana.